# Alessandro Marcello
Alessandro Ignazio Marcello (Venècia, 1 de febrer de 1673 – Venècia, 19 de juny de 1747) compositor, poeta, filòsof i matemàtic venecià. Potser va ser la composició musical l'activitat en la qual destacà més.
Coetani d'Antonio Vivaldi, Marcello donava concerts en la seva vila nadiua de Venècia. Compongué i publicà diversos grups de concerts, incloent concerts sota el títol de La cetra (la lira), així com cantates, àries, canzonettas i sonates per a violí. Sovint va emprar el pseudònim d'Eterio Stinfalico, el seu nom com a membre de la famosa Academia Arcadiana (Pontificia Accademia degli Arcadi).
Malgrat que les seves obres s'interpreten amb escassa freqüència avui dia, Marcello és considerat com un compositor molt competent. D'acord amb el diccionari Grove: «Els seus concerts de La cetra són inusuals per les seves parts d'instruments de vent solista, junt amb un concís ús del contrapunt a l'estil vivaldià, elevant la seva categoria a la més reconeguda dintre del concert clàssic venecià barroc».
El Concert en re menor que Marcello escriví per a oboè, corda i baix continu, és potser la seva obra més coneguda, i fou dada a conèixer mercès a Johann Sebastian Bach, el qual la transcriví per a clavecí (BWV 974).
El seu germà Benedetto Marcello també fou un molt bon compositor.